# اندیس سنگ تزئینی (گرانیت) یمقان
سنگ تزئینی(گرانیت)یمقان یک اندیس مصالح ساختمانی است که در  استان قزوین قرار دارد و مادهٔ معدنی موجود در آن، سنگ تزئینی است.سنگ میزبان این اندیس گرانیت است و دیرینگی آن به دوران احتمالاْ بعد از ائوسن می‌رسد. در این اندیس، پاراژنز‌های بیوتیت - هماتیت یافت می‌شوند.